# Charrin
Charrin település Franciaországban, Nièvre megyében. Lakosainak száma 606 fő (2022. január 1.). Charrin Verneuil, Champvert, Cossaye, Devay, Lamenay-sur-Loire és Saint-Hilaire-Fontaine községekkel határos.

## Népesség
A település népességének változása:
| Lakosok száma | 599  | 604  | 616  | 609  | 610  | 619  | 614  | 610  | 606  |
|               | 2013 | 2015 | 2016 | 2017 | 2018 | 2019 | 2020 | 2021 | 2022 |